# Păcală (film)
Pour le personnage du folklore roumain, voir Păcală.
Pour plus de détails, voir Fiche technique et Distribution.
Păcală est un film roumain réalisé par Geo Saizescu, sorti en 1974 avec Ion Besoiu.

## Fiche technique
- Titre : Păcală
- Réalisation : Geo Saizescu
- Scénario : Dumitru Radu Popescu (en) et Geo Saizescu
- Musique : Radu Serban (ro)
- Photographie : Mircea George Cornea (ro)
- Montage : Margareta Anescu
- Production : Vasilica Istrate
- Société de production : Casa de Filme Cinci (ro)
- Pays :  Roumanie
- Genre : Comédie et fantasy
- Durée : 126 minutes
- Dates de sortie : 
  - Roumanie : 11 mars 1974
- Entrées en Roumanie : 14 633 013 (au 31 juillet 2012)

## Distribution
- Sebastian Papaiani : Păcală
- Mariella Petrescu : Pacalita
- Stefan Mihailescu-Braila (ro) : Padurarul
- Vasilica Tastaman (ro) : la femme de Padurarului
- Octavian Cotescu (ro) : Perceptorul
- Mariana Mihut (ro) : la femme de Perceptorulu
- Aurel Cioranu (ro) : Ion
- Cosma Brasoveanu (ro) : Georghe